# 拉格瓦爾德
拉格瓦爾德（瑞典語：Ragnvald Knaphövde；？—1126年）。斯滕克爾王朝的瑞典國王，1125年至1126年在位。

## 生平
拉格瓦爾德被認為於1120年代中期到1130年統治瑞典。他的外號「小腦袋」是指他的酒器大小，比喻他的愚昧。拉格瓦爾德在西約塔蘭法的記載是繼承小英格統治。
他的父親仍然是不確定，但一般認為是老英格。
拉格瓦爾德在烏普蘭被選為國王及在東約特蘭被確認，但是當他進入西約特蘭對基特人傲慢及不敬，所以並不為基特人所接受，當地人早已選了丹麥王子馬格努斯一世為國王，拉格瓦爾德在西約特蘭卡爾比被謀殺。
根據丹麥編年史家薩克索·格拉瑪提庫斯在十二世紀後期的記載，馬格努斯一世的當選及謀殺正統國王拉格瓦爾德是基特人陰謀僭取從瑞典人中選舉國王的權利。
因此，基特人解釋了謀殺拉格瓦爾德作為報復對他們的傲慢態度。當馬格努斯去世後，西約特蘭地區被諸侯統治，或可能在至高無上的丹麥國王名義下統治了幾十年，直到瑞典國王斯渥克爾一世及在他之後的埃里克九世在當地被接受。